# Provincie Perugia
Perugia (Provincia di Perugia) je provincie v oblasti Umbrie. Sousedí na severu s provincií Pesaro e Urbino, na východě s provinciemi Ancona, Macerata a Ascoli Piceno, na jihu s provinciemi Rieti a Terni a na západě s provinciemi Siena a Arezzo.

## Okolní provincie
| Růžice kompasu | Arezzo | Pesaro e Urbino   | Ancona        | Růžice kompasu |
| Růžice kompasu | Siena  | Sever             | Macerata      | Růžice kompasu |
| Růžice kompasu | Siena  | Provincie Perugia | Macerata      | Růžice kompasu |
| Růžice kompasu | Siena  | Jih               | Macerata      | Růžice kompasu |
| Růžice kompasu | Terni  | Rieti             | Ascoli Piceno | Růžice kompasu |